# Блиндешты
Блиндешты (также Блиндешть; рум. Blindeşti) — село в Унгенском районе Молдавии. Наряду с сёлами Скуляны, Флорены и Герман входит в состав коммуны Скуляны.

## География
Село расположено на высоте 44 метров над уровнем моря, в 18-ти километрах северо-западнее города Унгены, неподалёку от границы с Румынией. Расстояние до Кишинёва  — 127 километров. Площадь села составляет около 0,86 кв.км.

## История
Впервые упоминается в 1546 году.  В 1587 году внуками спэтара Блиндя принадлежащие им части села были проданы писарю Гавриилу. По данным Бессарабской переписи населения 1817 года, проведённой после присоединения Бессарабии к Российской империи, вотчина «Блындешты» входила в округ Турий (Турийский) Ясского уезда, принадлежала господину сердарю Михаю Гане из Ясс. Пахотной земли, сенокоса и выгона вдоволь. Имеется одна балка с рыбной ловлей и одна роща-ограждение в степи.
- Состояние села разряда Г (недостаточное).
- Статистика духовного сословия: 1 священник, 1 пономарь, 1 дьячок.
- Статистика низшего сословия: хозяйства царан — 44, хозяйства вдов царан — 5, хозяйства бурлаков (холостяков)— 10.

Всего: 57 мужских и 5 вдовьих хозяйств.
Согласно Спискам населенных мест Бессарабской губернии за 1859 год, «Блиндешты» — владельческая деревня при реке Прут в 45 дворов. Население составляло 230 человек (112 мужчин, 118 женщин). Село входило в состав Ясского уезда Бессарабской губернии.
По данным справочника «Волости и важнейшие селения Европейской России» за 1886 год, «Блендешты» — село царан при реке Прут в 47 дворов и 302 жителя. Имелась одна кирпичная православная церковь Успения Пресвятой Богородицы постройки 1860 года. Село относилось к Скулянской волости Ясского уезда.

## Население
По данным переписи населения 2004 года, в селе Блиндешть проживает 612 человек (303 мужчины, 309 женщин).
Этнический состав села:
| Национальность | Число жителей | Процентный состав |
| -------------- | ------------- | ----------------- |
| молдаване      | 600           | 98,04             |
| русские        | 9             | 1,47              |
| румыны         | 1             | 0,16              |
| гагаузы        | 1             | 0,16              |
| прочие         | 1             | 0,16              |
| Всего          | 612           | 100 %             |